# Rip 50
De Rip 50 is een jaarlijks terugkerende muzieklijst aller tijden op de Vlaamse radiozender Studio Brussel waarbij luisteraars voor hun 100 favoriete overleden rockartiesten kunnen stemmen.
Elke editie wordt traditioneel op 1 november, Allerheiligen, georganiseerd. In 2011 en 2012 eindigde Kurt Cobain op de eerste plaats. In 2013 plaatsten de organisatoren Lou Reed symbolisch op nummer één, nadat de zanger een halve week eerder overleden was.